# (33705) 1999 LJ
1999 LJ (asteroide 33705) é um asteroide da cintura principal. Possui uma excentricidade de 0.12838690 e uma inclinação de 6.24437º.
Este asteroide foi descoberto no dia 5 de junho de 1999 por Korado Korlević em Visnjan.